# Apis
Pour les articles homonymes, voir Apis (homonymie).
Apis est le nom grec d'un taureau sacré de la mythologie égyptienne vénéré dès l'époque préhistorique. Les premières traces de son culte sont représentées sur des gravures rupestres, il est ensuite mentionné dans les textes des pyramides de l'Ancien Empire et son culte perdura jusqu'à l'époque romaine. Apis est symbole de fertilité, de puissance sexuelle et de force physique.

## Représentation et hypostase
Le dieu Apis est d'abord représenté par un taureau au pelage blanc tacheté par endroits de marques noires qui, selon un code précis, permettaient de le distinguer de ses congénères.
Sous sa forme anthropomorphe, c'est un homme vêtu de la chendjit avec une tête de taureau dont les cornes enserrent un disque solaire, parfois doté d'un uræus.
Son incarnation physique était vénérée dans tout le pays sous la forme d'un taureau vivant que les prêtres sélectionnaient selon les signes divins qu'il portait. Il était alors conduit à Memphis et gardé dans un Apieum, voisin du grand temple de Ptah, dont il était également un descendant.

## Culte
À Memphis, Apis est d'abord le héraut, puis le fils du dieu Ptah, le créateur ; il est ensuite associé à son ba. À partir du Nouvel Empire, il est également associé au dieu Rê, la vie, et commence à être représenté avec le disque solaire entre ses cornes. À sa mort, l'Apis était assimilé au dieu Osiris sous le nom d'Osiris-Apis et se trouvait associé au culte funéraire. Ainsi, à la Basse époque on le trouve représenté sur les sarcophages comme un taureau portant la momie du défunt sur le dos, et l'accompagnant jusqu'à son tombeau. À l'époque gréco-romaine, sa forme funéraire d'Osiris-Apis sera assimilée (notamment à Alexandrie) aux dieux Pluton et Apollon sous la forme du dieu Sarapis. D'où le nom du tombeau des Apis, le Sérapéum.
L'Apis était donc choisi selon des critères très stricts (peut-être vingt-neuf), dont les principaux étaient :
- un pelage noir ;
- les poils de la queue doubles ;
- un triangle blanc sur le front prenant la forme d'un delta inversé ;
- un signe en forme de faucon aux ailes déployées sur le dos[3] ;
- un signe en forme de scarabée sous la langue.

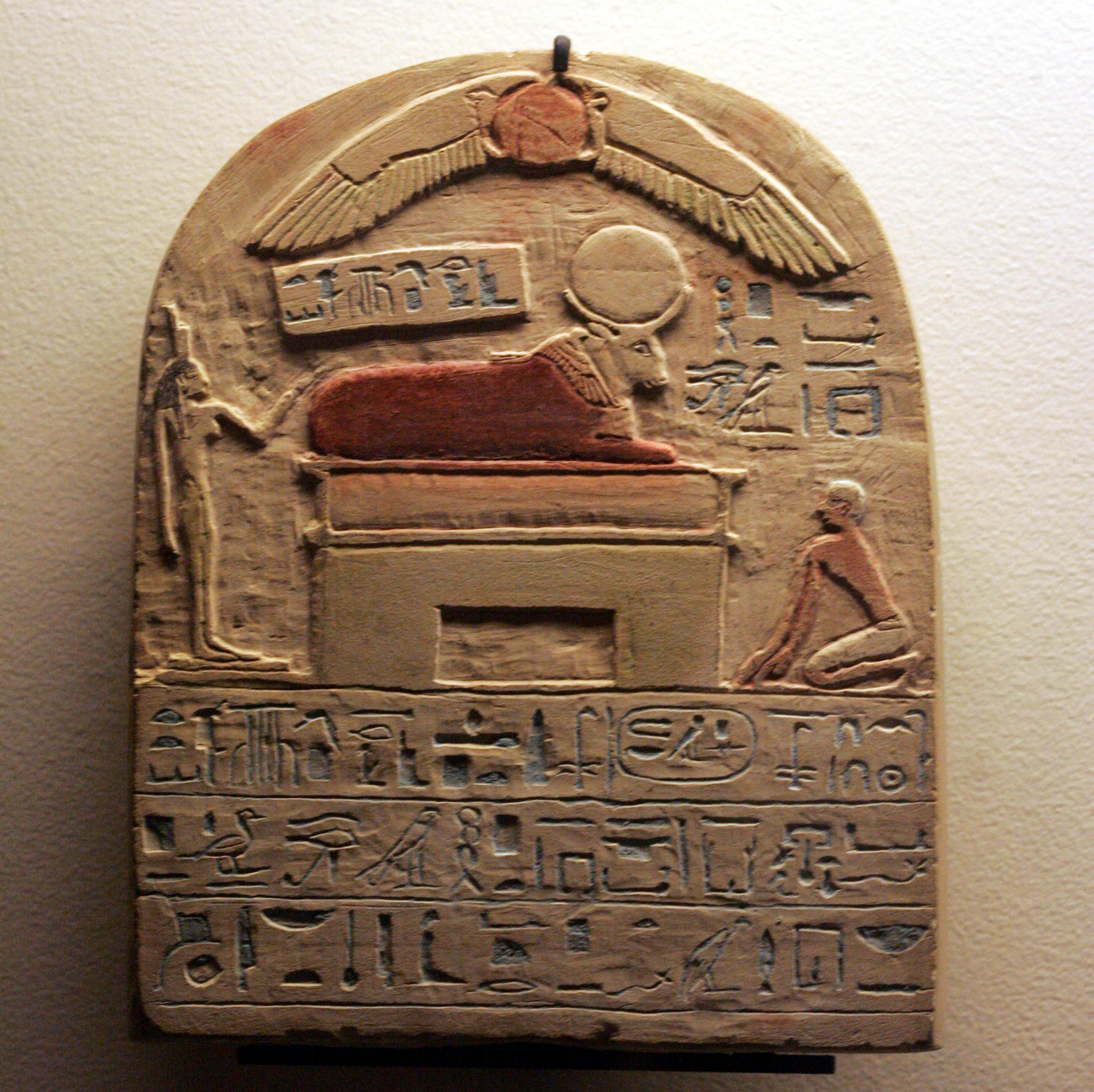
Stèle dédiée à Apis par le portier du temple d'Horudja, datant de l'an 21 de Psammétique Ier (env. 644)Département des Antiquités égyptiennesMusée du Louvre.

Sa mère devait selon la légende avoir été fécondée par l'éclair, Ptah en réalité, et une fois identifiée avec son veau sacré, elle faisait également l'objet d'une vénération à Memphis où elle menait la vie de rites et d'offrandes due à son rang de « mère du dieu ».
On sait aussi que, lorsque les prêtres trouvaient le nouvel Apis, il n'était en général âgé que d'à peine un an. Une fois identifié, on lui bâtissait dans le champ où il vivait une étable orientée vers le soleil levant et on l'y nourrissait pendant quarante jours, pendant lesquels seuls les prêtres pouvaient l'approcher et lui présenter des offrandes.
Le temps prescrit écoulé, il était conduit en grande pompe par un cortège de cent prêtres jusqu'à la ville de Nilopolis où il était accueilli dans le temple de la ville. Il y restait alors quatre mois pendant lesquels toutes les femmes qui le désiraient pouvaient lui rendre visite afin d'obtenir ses faveurs et un gage de fécondité.
Ces cérémonies étaient l'occasion de grandes réjouissances dans tout le pays qui venait adresser ses hommages au nouvel Apis. Au terme de ces quatre mois, le taureau et les cent prêtres quittaient la cité et se rendaient à Memphis au cours d'une fastueuse procession descendant le Nil.
Il faut alors imaginer, le long de ce parcours d'une cinquantaine de kilomètres, le peuple tout entier amassé sur les rives du fleuve acclamant le cortège de barques qui accompagnaient la barge sacrée où l'animal divin était abrité, et jetant dans le fleuve des offrandes, afin d'attirer la bénédiction des dieux sur l'Égypte.
Arrivée dans la grande métropole de la Basse-Égypte qui est le lieu de culte principal du dieu, la procession prenait alors le chemin des temples, faisant halte à chaque station spécialement préparée pour l'occasion afin d'y recevoir sa bénédiction. La ville devait être en effervescence et les offrandes affluaient de partout. Le taureau était officiellement introduit dans le temple de Ptah où il devait rencontrer le grand dieu de la cité au plus profond de son sanctuaire. Il était enfin conduit dans le temple qui lui était réservé pour ne le quitter que lors de cérémonies religieuses précises qui rythmaient l'année des anciens Égyptiens, comme notamment la grande fête du Nouvel An, à l'occasion de l'arrivée de l'inondation. Selon les témoignages des historiens de l'Antiquité classique, une fois par an on présentait au dieu dans son temple une génisse afin de satisfaire ses ardeurs sexuelles, génisse qui était le jour même abattue rituellement et donnée en offrande aux dieux.
C'est à partir de cette époque que l'oracle du dieu Apis qui était rendu dans son temple est largement diffusé. Le dieu qui y avait son étable sacrée, que les Grecs baptisèrent du nom générique de secôs, était présenté aux pèlerins et de ses mouvements répondait à leurs interrogations par l'affirmative ou la négative. À l'époque romaine, cet oracle pouvait aussi s'exprimer au travers d'enfants qui jouaient dans le temple ou devant le sanctuaire, et répondaient aux questions par leurs expressions, exclamations ou gestes, interprétés et traduits par les prêtres d'Apis aux dévots qui assistaient à la scène.

## Mort et culte funéraire

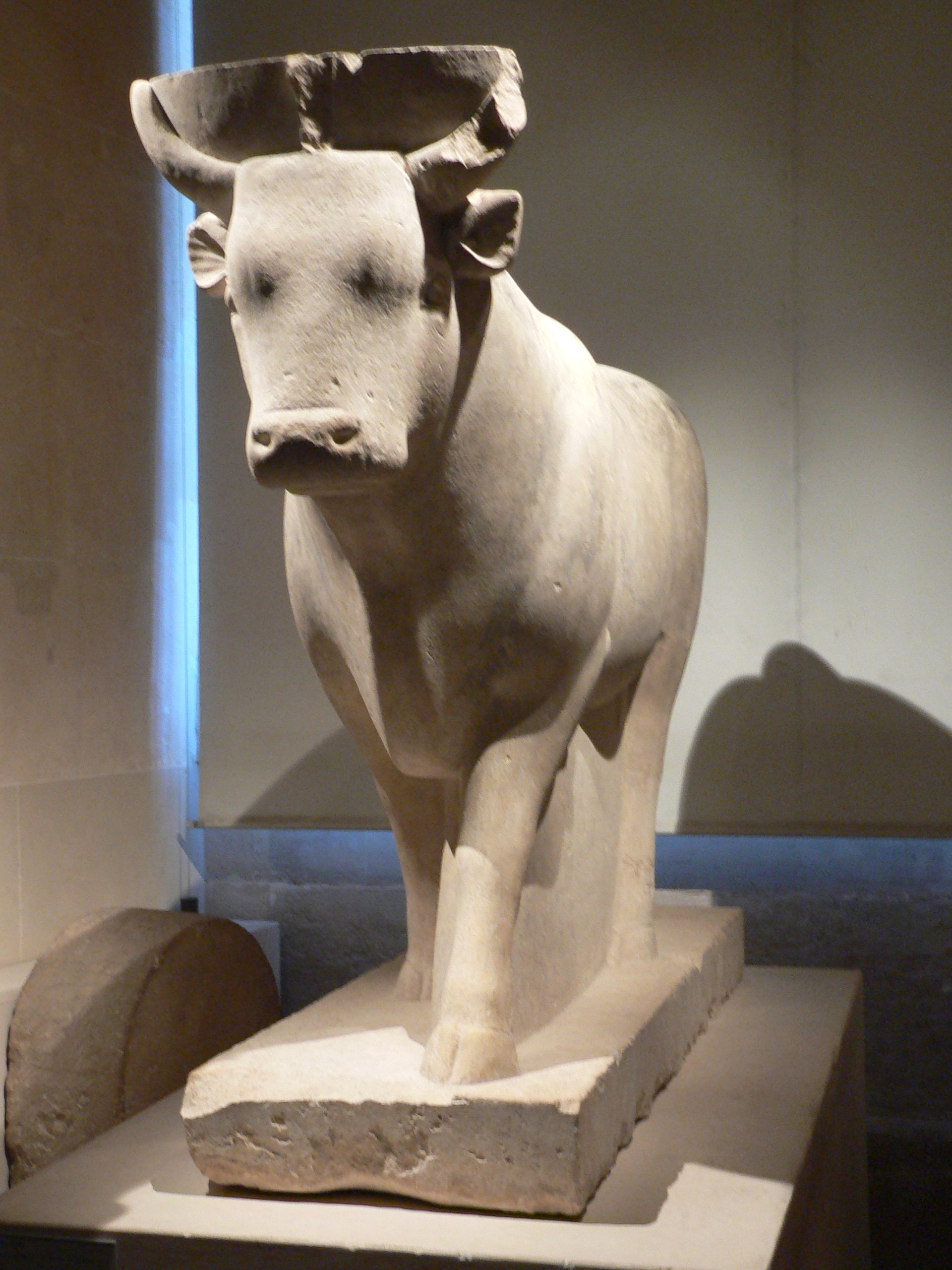
Statue du taureau Apis qui ornait une chapelle du dromos du Sérapéum de Saqqarah.

Les récits des historiens grecs et romains qui abordent la question du culte d'Apis font souvent référence à une pratique sacrificielle. Selon eux, le dieu ne pouvait vivre au-delà de vingt-cinq années, temps prescrit par les textes sacrés égyptiens. Une fois cet âge atteint, les prêtres auraient conduit l'animal sur les bords du Nil ou dans un bassin spécial et l'y auraient noyé pour respecter à la lettre les écrits et le mythe. Cette mise à mort rituelle pourrait identifier le taureau à la destinée d'Osiris qui mourut une première fois de noyade par les mains de son propre frère le dieu Seth. Pour Pline le Jeune, ce chiffre de vingt-cinq années correspondait à des calculs astronomiques liés au cycle combiné du soleil et de la lune, dont l'Apis était l'incarnation.
Quoi qu'il en soit, la légende veut qu'à sa mort, l'Apis se réincarne dans l'un de ses congénères, que les prêtres étaient chargés de trouver aussitôt. Un seul taureau était vénéré à la fois.
La mort d'Apis était un événement majeur qui conduisait à un deuil national de soixante-dix jours, le temps de sa momification. L'embaumement faisait l'objet d'un rituel complexe, connu par un long papyrus de Vienne dont la première colonne se trouve à Zagreb. Les funérailles étaient fastueuses ; embaumé, Apis était déposé dans un sarcophage et inhumé dans le Sérapéum de Saqqarah, un tombeau commun grandiose aménagé au Nouvel Empire et continuellement agrandi jusqu'aux derniers Ptolémées. La mère de l'Apis avait également droit à un traitement de faveur, et était inhumée dans une nécropole particulière non loin de l'Iséum de Saqqarah.
Le taureau continuait à recevoir un culte après sa mort sous la forme du dieu Osiris-Apis. Les Grecs l'assimilèrent au dieu Sarapis et le culte s'exporta d'abord à Alexandrie, puis à travers toute la Méditerranée dans les principales villes du monde hellénistique, puis romain. Pendant la période romaine, le Sérapéum d'Alexandrie est réputé avoir également contenu des catacombes destinées à l'enterrement des taureaux sacrés et, de fait nous n'avons pas encore retrouvé la trace des sépultures des Apis au-delà des derniers Lagides.

## Galerie

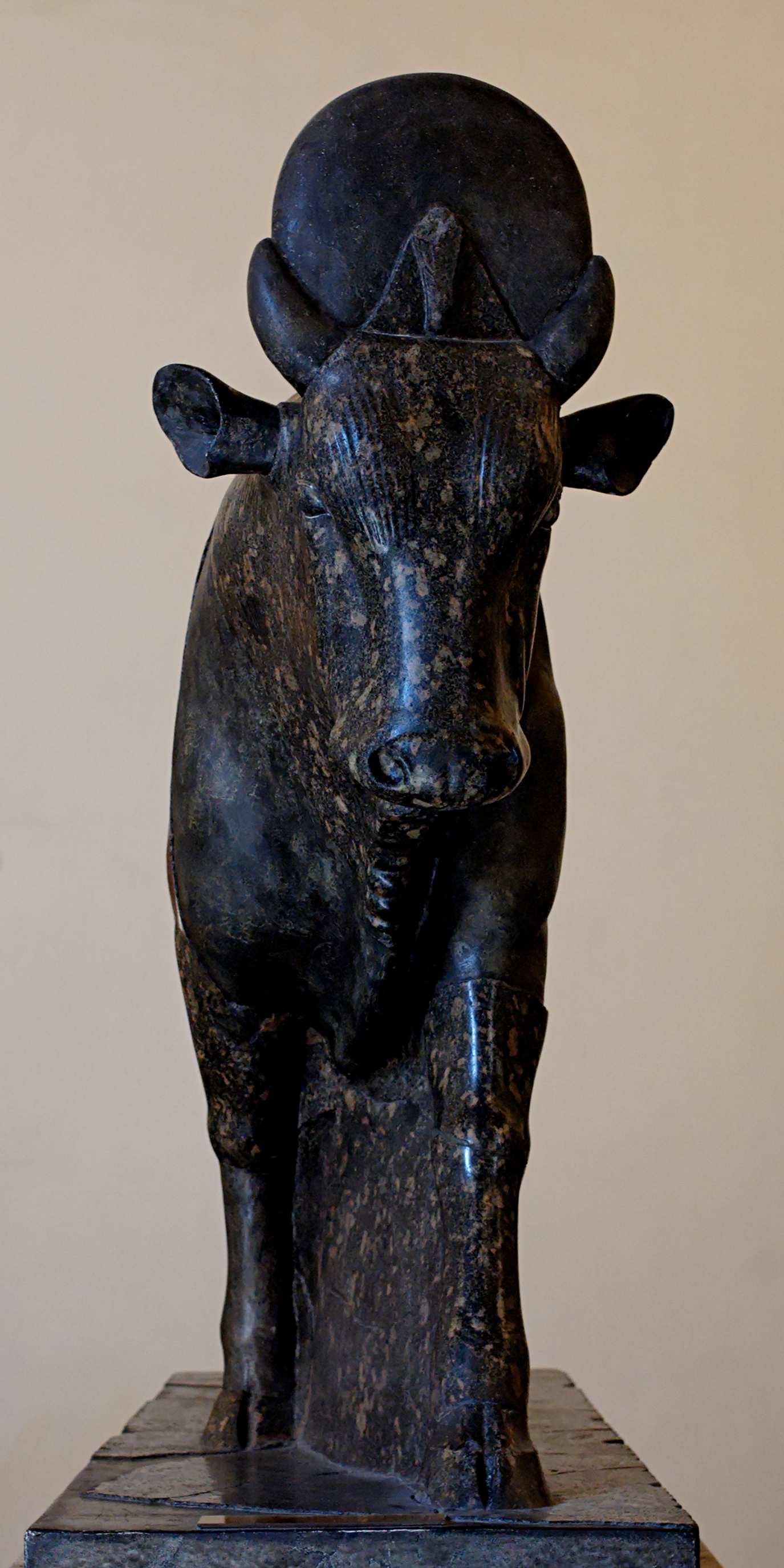
Statue du taureau Apis d'époque ptolémaïque retrouvée à Rome.
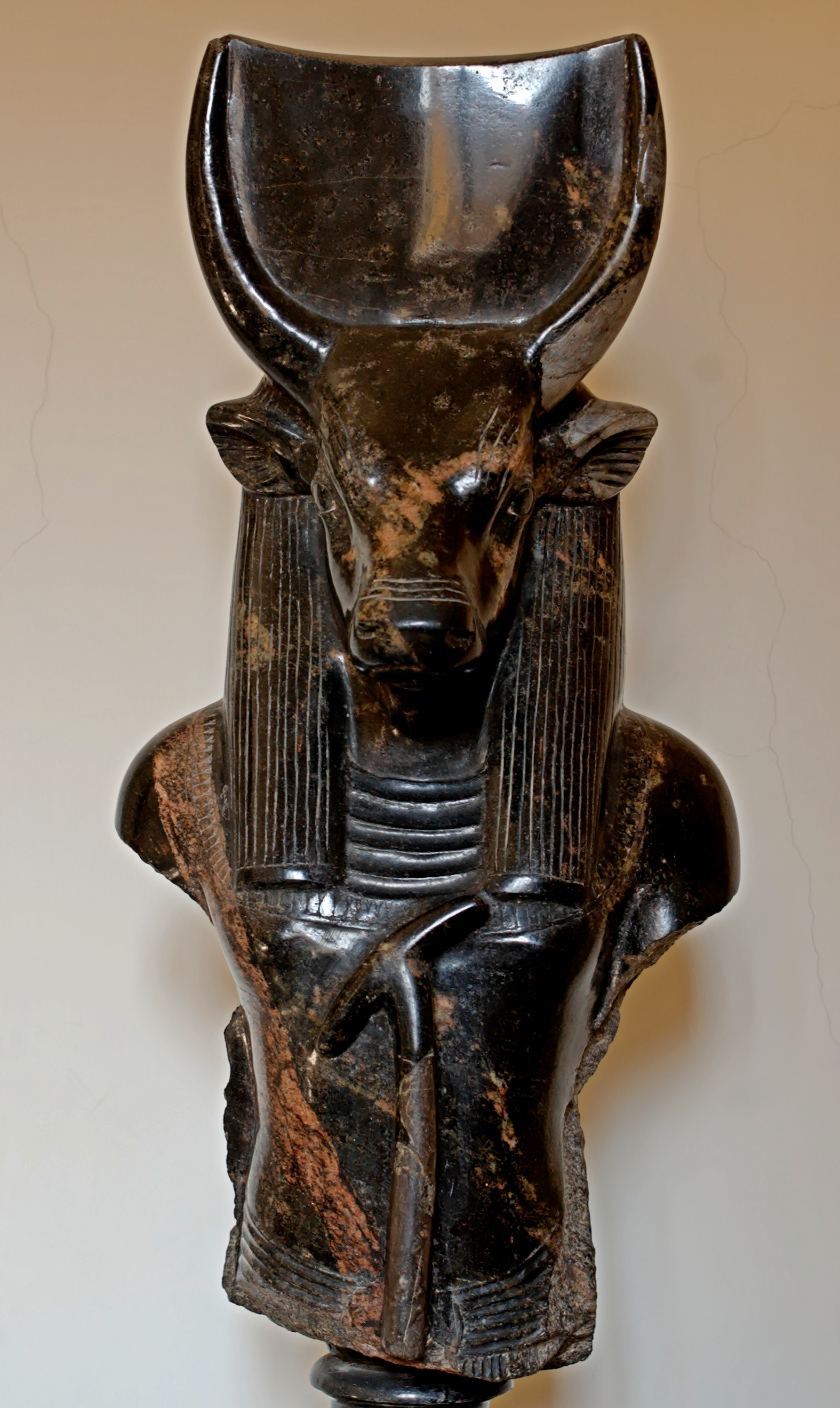
Statue du dieu Apis d'époque ptolémaïque provenant de Memphis.
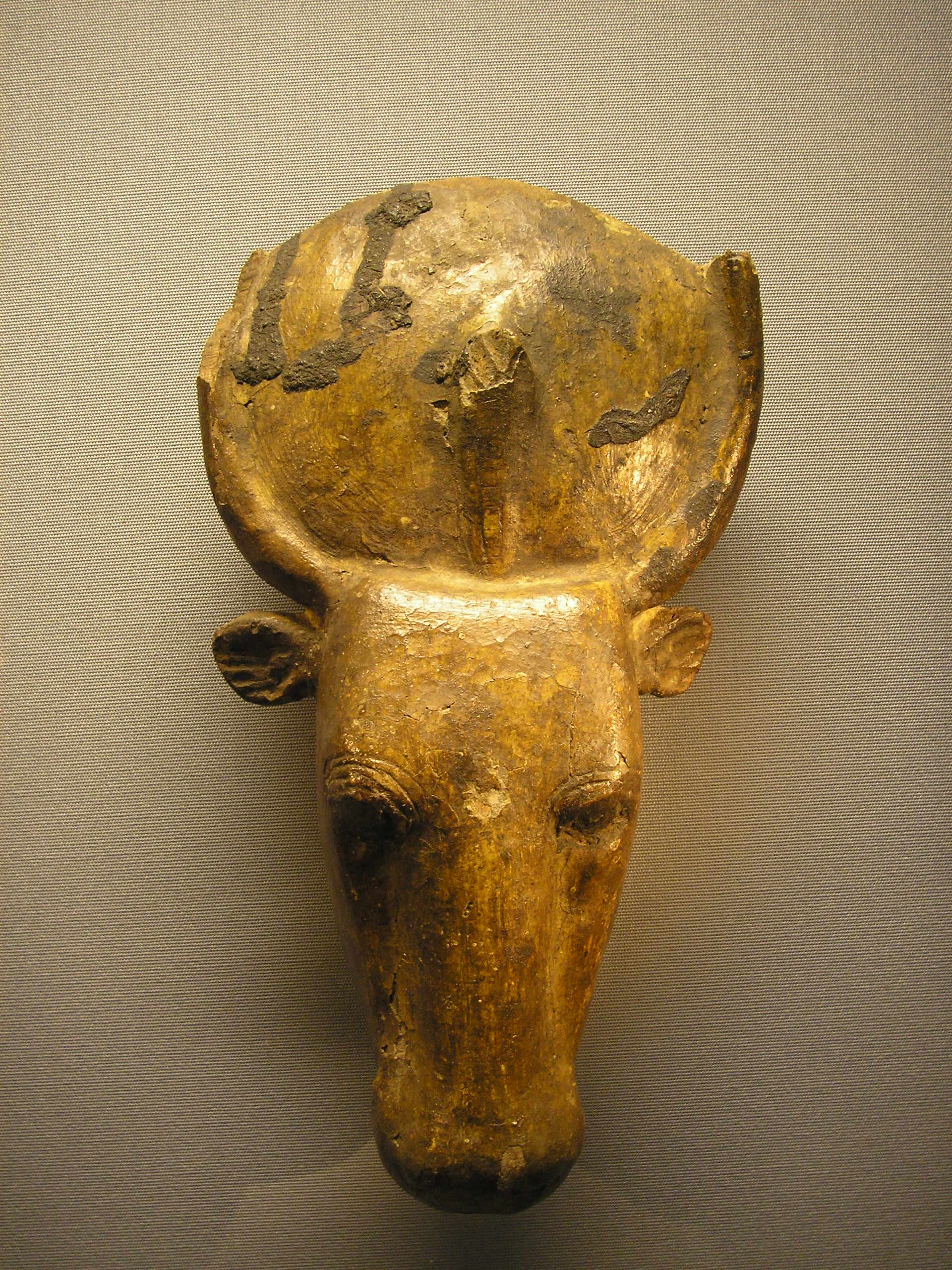
Masque doré d'une momie d'Apis retrouvée au Sérapéum de Saqqarah.
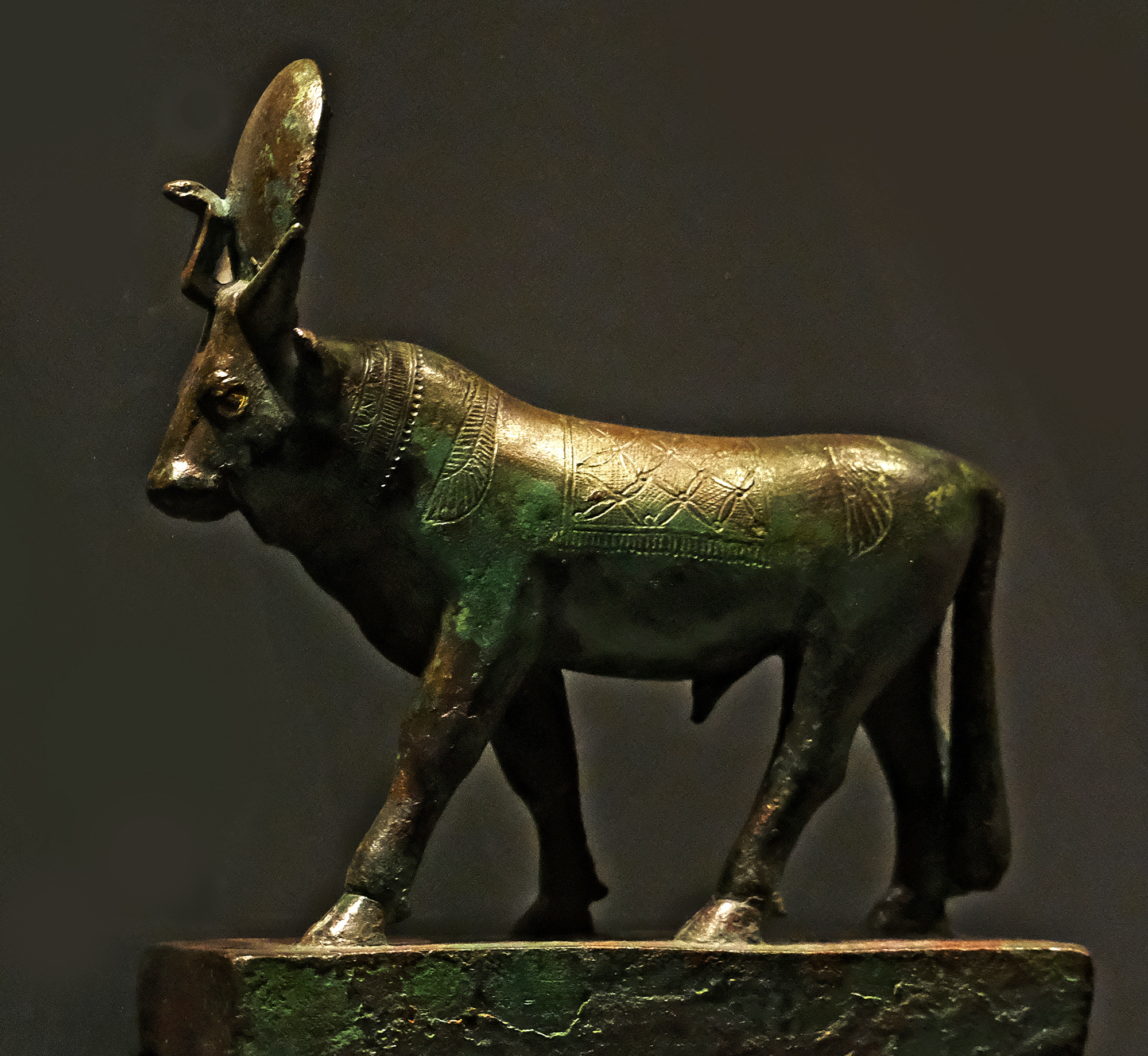
Taureau Apis (Musée du Louvre).
Amulette (Musée égyptologique de Turin)

## Dans la culture

### Alchimie
À la Renaissance, Apis devient un symbole de la matière alchimique. Maïer écrit en 1614 : « Ce bœuf noir est un hiéroglyphe. C'est le caractère indubitable de la vraie et unique matière philosophique. [...] Le bœuf est la représentation, visible et accessible aux sens, d'Isis et Osiris. »

### Bande dessinée
- Apis fait partie des nombreux dieux cités dans la série de bande dessinée Astérix.

### Musique
Le Bœuf Apis, opéra bouffe en deux actes, livret de Philippe Gille, musique de Léo Delibes, créé le 15 avril 1865 au Théâtre des Bouffes-Parisiens. Cette œuvre est en fait une parodie de Moïse et Pharaon de Rossini, créé en 1827.